# Romuald Jałbrzykowski

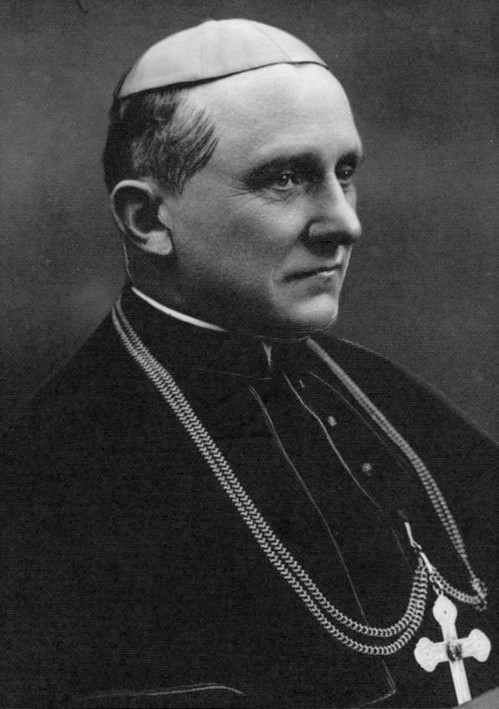
Romuald Jałbrzykowski

Romuald Jałbrzykowski (* 7. Februar 1876 in Łętowo-Dąb, Weichselland; † 19. Juni 1955 in Białystok) war ein polnischer römisch-katholischer Geistlicher und erster Bischof von Łomża (1925–1926), später Erzbischof von Wilna (1926–1955), ab 1945 nur noch im polnischen Teil des Erzbistums Wilna mit Sitz in Białystok.

## Leben
Romuald Jałbrzykowski studierte Philosophie und Theologie und empfing am 9. März 1901 das Sakrament der Priesterweihe für das Bistum Sejny/Augustów.
Papst Benedikt XV. ernannte ihn am 29. Juli 1918 zum Titularbischof von Cusae und zum Weihbischof im Bistum Sejny/Augustów. Der Erzbischof von Warschau, Aleksander Kakowski, spendete ihm am 30. November desselben Jahres die Bischofsweihe. Mitkonsekratoren waren der Bischof von Płock, Antoni Julian Nowowiejski, und der zwei Wochen zuvor konsekrierte Warschauer Weihbischof Stanisław Gall.
Nach der Auflösung des Bistums Sejny/Augustów und der Errichtung des Bistums Łomża wurde er am 14. Dezember 1925 von Papst Pius XI. zu dessen erstem Diözesanbischof ernannt. Nur ein halbes Jahr später, am 24. Juni 1926, wurde er zum Erzbischof von Wilna ernannt. Nach der zwangsweisen Umsiedlung verwaltete er den polnischen Teil des Erzbistums Wilna von 1945 bis zu seinem Tod mit Sitz in Białystok.
Seine letzte Ruhestätte fand er in der Krypta der Kathedrale von Białystok.